# OKC-3S
A OKC-3S é uma baioneta desenvolvida pelo Corpo de Fuzileiros Navais dos EUA para substituir a baioneta M7 e a baioneta M9 como sua baioneta de serviço para a família de fuzis M16 e para a carabina da série M4. Esta baioneta multiuso fornece maior durabilidade do que a baioneta M7 e também funciona como uma faca de luta.

## História

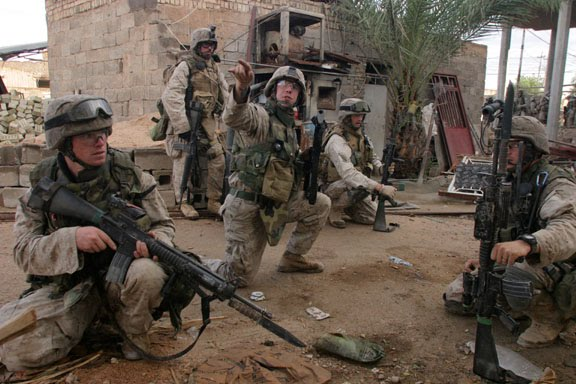
Fuzileiros navais dos EUA com baionetas OKC-3S fixadas em seus fuzis M16A4 durante a Segunda Batalha de Faluja, em novembro de 2004.

A OKC-3S faz parte de uma série de melhorias de armas iniciadas em 2001 pelo Comandante do Corpo de Fuzileiros Navais James L. Jones para expandir e fortalecer o treinamento de combate corpo a corpo para fuzileiros navais, incluindo treinamento no Programa de Artes Marciais do Corpo de Fuzileiros Navais e luta com facas. No programa de baioneta multiuso, 33 facas diferentes foram avaliadas. A OKC-3S teve o melhor desempenho, ou quase o melhor, em quase todas as categorias de teste. Um contrato para a OKC-3S foi feito em dezembro de 2002, com produção e distribuição começando em janeiro de 2003.

## Design

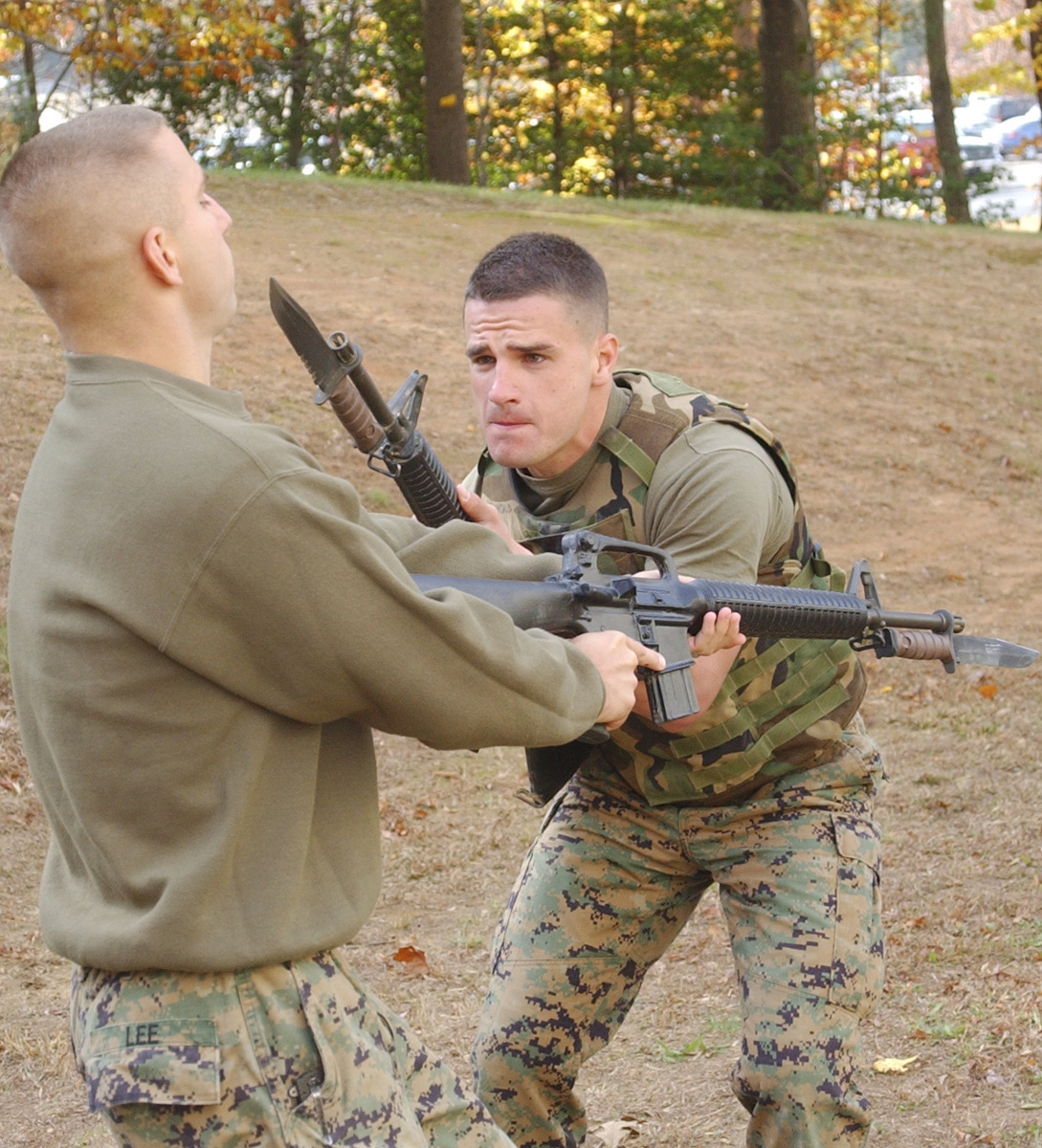
Fuzileiros navais em prática de baioneta

A OKC-3S é fabricada exclusivamente pela Ontario Knife Company e versões civis idênticas estão disponíveis para compra. Ela tem uma semelhança com a icônica faca de luta Ka-Bar dos fuzileiros navais, embora não tenha goteira. É maior, mais grossa e mais pesada do que a baioneta M7, embora seja um pouco mais fina e mais leve do que a atual baioneta M9 emitida pelo Exército dos EUA. Uma ponta mais afiada ajuda a penetrar o traje de proteção que muitos adversários modernos usam; enquanto serrilhas perto do cabo ajudam a melhorar sua função como uma faca utilitária. Em uma demonstração, um protótipo foi capaz de perfurar um saco de pancadas coberto com alumínio de aeronave e um colete balístico. A arma inteira é projetada para ser resistente à corrosão e pesa 0,57 kg com sua bainha. A bainha e o punho são coloridos para combinar com o equipamento coyote tan do Corpo, compatível com camuflagem de floresta e deserto. O Número de Estoque Nacional (NSN) é 1095-01-521-6087.
A OKC-3S apresenta uma lâmina de 20,32 cm de comprimento, 3,49 cm de largura e 0,51 cm de espessura. As serrilhas medem 4,4 cm do comprimento da lâmina na borda verdadeira. A lâmina é feita de aço de alto carbono classificado como HRC 53-58 e é capaz de funcionar sem quebra em temperaturas de operação de -32 a 57 °C. A lâmina também tem um acabamento de fosfato não reflexivo.
O punho é feito de Dynaflex, um material sintético antiderrapante, é ergonomicamente ranhurado e é mais oval do que redondo. Este design ajuda a prevenir lesões por esforço repetitivo e fadiga nas mãos durante o treinamento. Ele também apresenta uma águia, globo e âncora em relevo moldados para permitir que o usuário identifique a direção da lâmina no escuro. A espiga encapsulada conecta a guarda cruzada/anel de boca (que tem 0,42 cm) e a placa de trava do pomo que prende o retém do cano; ambos são revestidos de fosfato como a lâmina. O ex-presidente e executivo-chefe da Ontario Knife Company, Nick Trbovich Jr., disse sobre isso: "Passamos muito tempo nos certificando de que o cabo estava ergonomicamente correto... Não há pontos de bolhas no cabo."
A bainha de elastômero de poliéster, projetada pela Natick Labs, oferece redução de peso e ruído em relação à bainha M7 anterior e é compatível com ILBE. Ela tem uma mola interna de aço inoxidável e um dispositivo de fricção em sua boca para prender a baioneta. Uma haste para afiação de alumínio revestida de cerâmica é localizada na parte de trás da bainha. A bainha é compatível com o sistema de fixação modular MOLLE/PALS. A bainha não tem o cortador de fio da M9 para uso ao atacar praias ou outros obstáculos fortificados com arame de concertina.